# Trzebież
Trzebież (tysk: Zienegort) er en landsby i det vestlige Polen, i distriktet (voivodskab)
Vestpommern (zachodniopomorskie), (Stettin Byområde, mellem byerne Police, Polen og Nowe Warpno). Trzebież ligger på Police-sletten ved Stettin-noret (polsk: Zalew Szczeciński, tysk: Stettiner Haff).
- befolkning: 2.000 (2001)

## Sejlskole
- Sejlskole – 'Centralny Ośrodek Żeglarstwa Polskiego Związku Żeglarskiego im. Andrzeja Benesza'

(Frit oversat : 'Sejlcenter for den polske Yachtklub.')

## Transport
- Havn i Trzebież-Centrum
- Veje til Police og Nowe Warpno
- LS bybusser – se Police
- Jernbane - Szczecin-Police-Trzebież, (Station nedlagt 2002)

## Seværdigheder
Af seværdigheder findes udover Kirken (18. århundrede) også Præstegården og en del ældre huse

## Natur (omegn)
- strand (Stettin-noret (polsk: Zalew Szczeciński, tysk: Stettiner Haff))
- PTTK sti (Natur vandresti i en del af den nærliggende skov Puszczy Wkrzańskiej-Szlak) (PTTK, forkortelse af Polish Tourist and Sightseeing Society)
- Cykelsti i samme skovområde
- International cykelrute omkring Stettin-noret 'R-66'

Natura 2000 områder
- 1) Wkrzanskaskoven (polsk: Puszcza Wkrzańska, tysk: Ueckermünder Heide), Swidwie Naturreservat (polsk: Rezerwat przyrody Świdwie), Swidwie Søen (polsk: Jezioro Świdwie)
- 2) Oders mundingen og Stettin-noret (polsk: Ujście Odry i Zalew Szczeciński) – det område indeholder floden Oder i Nedre Oderdal (polsk: Dolina Dolnej Odry) med Oders mundingen – Roztoka Odrzańska – ved Police - Jasienica og Stettin-noret (polsk: Zalew Szczeciński)

## Billedgalleri
- Kirken i Trzebież
- Fiskeri havnen i Trzebież
- Den nu nedlagte station
- Ældre hus i Trzebież

## Byer ved Trzebież
- Police
- Nowe Warpno
- Szczecin
- Stepnica (bagved Oder)

### Landsbyer ved Trzebież
- Brzózki (ved Nowe Warpno)
- Drogoradz
- Tatynia
- Uniemyśl
- Niekłończyca